# ۵۳ زرافه
۵۳ زرافه یک ستاره است که در صورت فلکی زرافه قرار دارد.